# Vesicularia angustifolia
Vesicularia angustifolia är en bladmossart som beskrevs av Hugh Neville Dixon 1932. Vesicularia angustifolia ingår i släktet Vesicularia och familjen Hypnaceae. Inga underarter finns listade i Catalogue of Life.